# Helen (film, 2009)
Pour plus de détails, voir Fiche technique et Distribution.
Helen - Autopsie d'une disparition (Helen) est un thriller psychologique britannique réalisé par Christine Molloy et Joe Lawlor, sorti en 2009. Il s'agit du premier long métrage des réalisateurs. Il tire son origine du court-métrage de neuf minutes Joy produit en 2007 par les mêmes réalisateurs et avec certains des mêmes participants.

## Synopsis
Une jeune fille de 18 ans, Joy, est portée disparue. Alors qu'Helen doit quitter son foyer d'accueil dans quelques semaines, on lui demande de jouer le rôle de Joy dans une reconstitution de la police afin de retracer les tout derniers mouvements de la disparue. Joy avait tout: une famille aimante, un petit ami et un avenir prometteur. Helen, orpheline, a vécu toute sa vie dans des institutions et n'a jamais été proche de personne. Petit à petit, Helen commence à s'immerger totalement dans son rôle, visitant les connaissances de Joy et en fréquentant les lieux où elle s'était rendue. De manière calme et subtile, elle s'insinue dans la vie de la jeune fille disparue. Mais Helen cherche-t-elle à découvrir ce qui est arrivé à Joy, ou bien essaie-t-elle de trouver sa propre identité ?

## Fiche technique
- Titre : Helen - Autopsie d'une disparition
- Titre original : Helen
- Réalisation : Christine Molloy, Joe Lawlor
- Scénario : Christine Molloy, Joe Lawlor
- Photographie : Ole Birkeland
- Son : Simon Gillman
- Montage : Christine Molloy
- Musique : Dennis McNulty
- Production : Joe Lawlor
- Société de production : Desperate optimists
- Société de distribution : : KMBO
- Pays d'origine : Royaume-Uni
- Langue originale : anglais
- Format : Couleurs - Dolby Digital - 35 mm
- Genre : thriller
- Durée : 79 minutes
- Date de sortie :
  -  Royaume-Uni : 1er mai 2009

## Distribution
- Annie Townsend : Helen
- Sandie Malia : Mme Thompson
- Dennis Jobling : M. Thompson
- Sonia Saville : Officier de police Saville
- Danny Groenland : Danny

## Récompenses
- Grand Prix du jury au Festival d'Angers 2009
- Meilleure actrice pour Annie Towsend au Festival d'Angers 2009
- Meilleure Photo au Festival du film international de Durban 2009
- Grand Prix au festival Cinessonne 2009